# Алекперов Камал Джамал огли
Камал Джамал огли Алекперов (азерб. Kamal Camal oğlu Ələkbərov; 20 березня 1928, Карягіно — 21 травня 2009, Баку) — азербайджанський і радянський скульптор, заслужений художник Азербайджану, народний художник Азербайджану (2002).

## Життя і творчість
Камал Алекперов народився 20 березня 1928 року в місті Карягіно Азербайджанської РСР. Предки Алекперова зазнали репресій і сім'я жила в злиднях. Ночами Камал заробляв на хліб розвантаженням пульманівських вагонів, щоб потім вчитися у найзнаменитіших майстрів ц найпрестижнішом зво. 1948 року Алекперов закінчив Азербайджанське художнє училище. Тут Алекперову викладав народний художник СРСР Пінхос Сабсай. Від 1948 до 1954 року навчався в Московському державному художньому інституті імені Василя Сурікова у Матвія Манізера і Миколи Томського. Дипломною роботою Алекперова був барельєф «За мир».
Від 1953 року Камал Алекперов був учасником виставок. Серед виконаних ним скульптурних портретів є «Нафтовик» (гіпс, 1954), портрет архітектора XII століття Аджемі Нахчівані (гіпс, 1955, Національний музей мистецтв Азербайджану; мармур, 1958-59), «Дівчинка» (мармур, 1956, там само), «Партизан М. Сеїдов» (бронза, 1960), «Дівчина» (дерево, 1961), а також композиція «Підкорювачі вершин» (гіпс), «Рибальська пісня» (гіпс, 1962) та інші. Також Алекперов виконав пам'ятники Героям Соціалістичної Праці Басті Багіровій у місті Фізулі і Шамамі Гасановій, педагогу початку XX століття Олексію Черняєвському в місті Марази, скульптурні портрети Джафара Джаббарли і народного письменника Ільяса Ефендієва, народних артистів Мірза-Аги Алієва, Ісмаїла Дагестанли, Аріфа Мелікова, народного художника Лятіфа Керімова.

Камал Алекперов є також автором монументальних скульптур. Так, 1976 року в місті Нахічевань у зв'язку з 850-річним ювілеєм Аджемі Нахчівані було встановлено пам'ятник архітектора роботи Алекперова. Сам автор цього ж року в газеті «Література і мистецтво» говорив про героя свого твору:
|  | Кажуть, що іноді існує різниця між особистостями і творами художників. Я зовсім не згоден з цією думкою. Я не можу повірити, що художник, який творить красивий, яскравий твір, має слабке серце та неповний характер. Особливо такий геніальний архітектор, як Аджамі Нахчівані!Оригінальний текст (азерб.) Deyirlər ki, bəzən sənətkarların şəxsiyyəti ilə əsərləri arasında fərq olur. Mən bu fikirlə qətiyyən razı deyiləm. İnana bilmirəm ki, gözəl, parlaq əsər yaradan sənətkar cılız ürəyin, natamam xarakterin sahibi olsun. Özü də Əcəmi Naxçıvani kimi dahi bir memar! |

Камалу Алекперову належить і встановлений перед будівлею кіностудії «Азербайджанфільм» пам'ятник азербайджанському поету і драматургу Джафару Джаббарлы. Крім образу самого драматурга, на постаменті пам'ятника скульптор створив барельєфні образи героїв його творів.
Встановлений колись на території парку в Ясамальському районі пам'ятник-бюст революціонеру та голові РНК Азербайджанської РСР Газанфару Мусабекову також був твором Камала Алекперова. 2008 року пам'ятник було демонтовано, а на його місці, після капітальної реконструкції парку, встановлено національний прапор.
У рідному місті скульптора, в Фізулі, було встановлено 18-метровий монумент у пам'ять про загиблих в ході боїв німецько-радянської війни 1941—1945 років. Під час Карабаської війни, частина території Фізулінського району і місто перейшли під контроль вірменських сил. Втрату пам'ятника ж Алекперов сприйняв як одну з найдраматичніших подій у своєму творчому житті. Скульптор потім повторив цей пам'ятник у гіпсовій копії висотою 2,5 метра, яка демонструвалася також на виставках у Москві і отримав низку нагород. В даний час[коли?] ця скульптура зберігається в одному з музеїв Азербайджану
Указом президента Азербайджану Гейдара Алієва від 30 травня 2002 року Камалу Алекперову було присвоєно звання народного художника Азербайджану. Відповідно до розпорядження президента Азербайджану Ільхама Алієва від 23 грудня 2004 року Камал Алекперов став персональним президентським пенсіонером.
Камал Алекперов вів викладацьку діяльність. Серед його учнів — скульптори Фахраддін Алієв, Сахіб Кулієв, Азад Зейналов, Наріман Мамедов, Тельман Керімов, Зейнал Аскеров та інші.
Помер скульптор 2009 року.

## Родина
Камал Алекперов був одружений з відомою в Азербайджані педіатринею Гюлі ханум Алекперовою-Агаєвою. Їх сини Джамал і Фарід також, як і їх батько, стали художниками. Джамал, чиї успіхи пов'язані переважно з комп'ютерною графікою, працює в багатьох формах і жанрах. Фарід володіє технікою створення полотен неоновим розписом[прояснити].